# 亞比安道 (多倫多)
亞比安道，前稱50號公路（Highway 50），是加拿大安大略省多倫多的一條道路，呈西北-東南方向。由於該道路與士刁士路相交，因此又被稱為皮爾區50號區道（Peel Regional Road 50）及約克區24號區道（York Regional Road 24）。該道路亦連接賓頓、多倫多及旺市等城市。
道路穿過北約克及怡陶碧谷的多個社區，包括地士道城及卡拉威老。
亞比安道由多倫多公車局73C號巴士提供服務，南段由118號巴士提供服務。